# Enós (figura bíblica)
Enós o Enosh (Hebreo: אֱנוֹשׁ), en el libro del Génesis de la Biblia, es el primer hijo de Set quien figuraba en las Generaciones de Adán.

## En la Biblia
Según el Génesis, Set tenía 105 años cuando Enós nació. (pero la versión de la Septuaginta le otorga 205 años de edad), y Set tuvo más hijos e hijas. Fue el nieto de Adán y Eva.
Enós fue el padre de Cainán, quien nació cuando aquel tenía 90 años. (o 190 años, de acuerdo con la Septuaginta). De acuerdo con la Biblia vivió 905 años.

## En el cristianismo
Enós es incluido en la Genealogía de Jesús, de acuerdo con Lucas 3:23–38.